# Верба, Владимир Степанович
Влади́мир Степа́нович Ве́рба (род. 16 мая 1954 года) — российский инженер по радиоэлектронным устройствам, доктор технических наук, профессор, член-корреспондент РАН с 28 октября 2016 года по Отделению нанотехнологий и информационных технологий (радиолокационные информационные системы), заместитель академика-секретаря РАН. Действительный член Российской академии естественных наук и Академии военных наук Российской Федерации. Генеральный конструктор акционерного общества "Концерн радиостроения «Вега» (АО "Концерн «Вега»).

## Биография
Верба Владимир Степанович родился 16 мая 1954 года в станице Брюховецкая Краснодарского края.
В 1978 году окончил Таганрогский радиотехнический институт имени В. Д. Калмыкова по специальности «Радиоэлектронные устройства», в 1986 году аспирантуру ТРТИ. С 1976 по 1981 год работал секретарём комитета ВЛКСМ Таганрогского радиотехнического института.
С 1978 по 1992 год — старший научный сотрудник, старший преподаватель, доцент Таганрогского радиотехнического института им. В. Д. Калмыкова.
В 1992 году создал в Таганроге один из первых коммерческих банков — банк «Петровский», руководил им 10 лет. В 1998 году банк «Петровский» смог привлечь кредитные средства Европейского банка реконструкции и развития и направил их на модернизацию Таганрогского металлургического завода (проект «Печь-ковш»), где Верба также являлся председателем совета директоров.
Председатель Советов директоров ряда предприятий промышленности.
С 2002 года советник генерального директора Российского агентства по системам управления. В августе 2002 года назначен заместителем генерального директора ФГУП «МНИИП» по реструктуризации, корпоративному развитию и управлению. С декабря 2004 года — генеральный директор — генеральный конструктор Акционерного общества "Концерн радиостроения «Вега» г. Москва. С июля 2017 года генеральный конструктор-первый заместитель генерального директора Акционерного общества "Концерн радиостроения «Вега» г. Москва. Под его непосредственным руководством разработаны и осуществлены мероприятия по созданию на базе МНИИП уникальной по своему составу и области специализации научно-производственного холдинга — "АО Концерн «Вега» (в состав входит 20 предприятий), основной задачей которого служит создание широкого спектра современных радиоэлектронных изделий и систем военного и гражданского назначения.
С 2005 года генеральный конструктор по системам и комплексам разведки, дозора и управления авиационного базирования и комплексам с беспилотными летательными аппаратами. Руководитель ряда важнейших научно-исследовательских и опытно-конструкторских работ по созданию систем информационного обеспечения и управления воздушно-космического базирования. Председатель Совета директоров предприятий радиоэлектронного комплекса Минпромторга России, член НТС ВПК РФ. Заведующий кафедрами «Радиоэлектронные информационные системы» Московского физико-технического института (Государственного университета) и «Радиоприборостроение» Московского государственного университета радиотехники, электроники и автоматики, руководитель филиала кафедры РЛ-1 «Радиоэлектронные системы и устройства» Московского государственного технического университета им. Н. Э. Баумана и научно-образовательного центра «Авиационно-космические радиоэлектронные системы». Член наблюдательного совета Южного федерального университета. Главный редактор международного научно-технического журнала «Информационно-измерительные и управляющие системы», главный редактор серий научных монографий.
В. С. Верба — руководитель отечественной научной школы «Радиолокационные системы авиационно-космического мониторинга земной поверхности и воздушного пространства». Под его научным руководством защищено 3 докторские и 7 кандидатских диссертации.
«Появление в составе РАН такого авторитетного ученого как В. С. Верба пойдет на пользу отечественной науке. Я много лет знаю Владимира Степановича как талантливого многогранного исследователя, обогатившего отечественную науку рядом очень глубоких работ. В нашем отделении РАН всегда находились уважаемые генеральные конструкторы, создававшие уникальные образцы наукоемкой продукции в интересах обороны и экономики страны. В последнее время их, к сожалению, не стало. Поэтому избрание генерального конструктора по важнейшему направлению развития техники послужит консолидации фундаментальной и прикладной науки. Уверен, что работа нового члена-корреспондента в стенах академии будет отмечена его значительными успехами на научном поприще и активной организационной деятельностью», — академик Ю. В. Гуляев, член Президиума РАН, руководитель Секции вычислительных, локационных, телекоммуникационных систем и элементной базы Отделения нанотехнологий и информационных технологий РАН.

## Награды и премии
- 1981 — орден «Знак Почета»;
- 2004 — знак «Почетный радист»;
- 2005 — медаль и премия имени Министра радиопромышленности СССР В. Д. Калмыкова;
- 2009 — почетное звание «Заслуженный деятель науки РФ»;
- 2009 — Почётная грамота Минпромторга РФ;
- 2009 — Национальная премия имени Петра Великого;
- 2010 — Национальная премия «Золотая идея» в номинации «За вклад в области разработки продукции военного назначения»;
- 2011 — Почётный выпускник ТРТИ им. В. Д. Калмыкова;
- 2014 — лауреат Государственной премии РФ имени Маршала Советского Союза Г. К. Жукова[5];
- 2014 — Почетный работник высшего профессионального образования РФ;
- 2014 — Почетная грамота Правительства РФ;
- 2014 — Награжден именным огнестрельным оружием — пистолетом ПСМ (приказ Министра обороны РФ от 23 июня 2014 г.);
- 2016 — Премия Правительства Российской Федерации в области науки и техники;
- 2017 — Орден «За военные заслуги»;
- 2018 — Премия имени А. А. Расплетина — за цикл научных работ по обоснованию направлений развития, принципов построения и функционирования межвидового многофункционального авиационного комплекса радиолокационного дозора и наведения нового поколения как информационно-управляющей системы
- 2019 — Награжден почетной грамотой Президента Российской Федерации «За большой вклад в укрепление обороноспособности страны».

## Труды
Всего более 500 научных работ, в том числе 23 монографии,10 учебников и учебных пособий, 82 патента, более 300 научных печатных работ, опубликованных в научно-технических журналах, в том числе международных.. Наиболее известные работы:
- «Обнаружение наземных объектов. Радиолокационные системы обнаружения и наведения воздушного базирования» (монография) — М.: Радиотехника, 2007 г.
- «Авиационные комплексы радиолокационного дозора и наведения. Состояние и тенденции развития» (монография) — М.: Радиотехника, 2008 г.
- «Оценивание дальности и скорости в радиолокационных системах» Часть 3 (монография) — М.: Радиотехника, 2010 г.
- «Радиолокационные системы землеобзора космического базирования» (коллективная монография) — М.: Радиотехника, 2010 г.
- «СВЧ-радиометрия земной и водной поверхностей: от теории к практике» (коллективная монография) Академическое издательство имени проф. Марина Дринова. — София, 2014 г.
- «Авиационные комплексы радиолокационного дозора и наведения» — М.: Радиотехника, 2014 г.
- «Справочник по радиолокации» / Под ред. М. И. Сколника. Пер. с англ. под общей ред. В. С. Вербы. В 2 книгах. — М.: Техносфера, 2014.